# Spolno nasilje med osvoboditvijo Francije
Ameriški vojaki so posili Francozinje med in po osvoboditvi Francije med junijem in septembrom 1944. Sociolog J. Robert Lilly z univerze Northern Kentucky ocenjuje, da so ameriški vojaki storili okoli 4500 množičnih posilstev v Franciji med junijem 1944 in koncem vojne maja 1945.    